# John Rogers
John Rogers (ur. ok. 1500, zm. 4 lutego 1555) – duchowny anglikański, wydawca i komentator Biblii, pierwszy męczennik protestancki w okresie rekatolicyzacji Anglii za panowania królowej Marii Tudor.